# الینا بخنو
الینا بخنو (اوکراینی: Аліна Олегівна Бихно؛ زادهٔ ۲۷ مهٔ ۱۹۹۹) ورزشکار ژیمناست ریتمیک اهل اوکراین  است.